# Блокирование Википедии в Великобритании организацией Internet Watch Foundation
5 декабря 2008 года британская организация Internet Watch Foundation, занимающаяся надзором над содержимым Интернета, заблокировала статью английской Википедии о музыкальном альбоме Virgin Killer из-за приведённой на странице обложки альбома, на которой была сфотографирована обнажённая несовершеннолетняя девочка.

## Virgin Killer
Обложка альбома Virgin Killer немецкой группы Scorpions вызвала нарекания сразу после релиза. Многие слушатели посчитали неприемлемой фотографию несовершеннолетней в обнажённом виде, пусть и с прикрытыми эффектом разбитого стекла половыми органами. Так как компания RCA отказалась заниматься продвижением альбома в США, Scorpions пришлось поменять обложку. На новом варианте, использовавшемся в нескольких странах, была приведена фотография их группы. Virgin Killer не стал единственным альбомом Scorpions, вызвавшим споры в обществе. Критике также подвергались обложки Lovedrive и Taken by Force.

## Блокировка

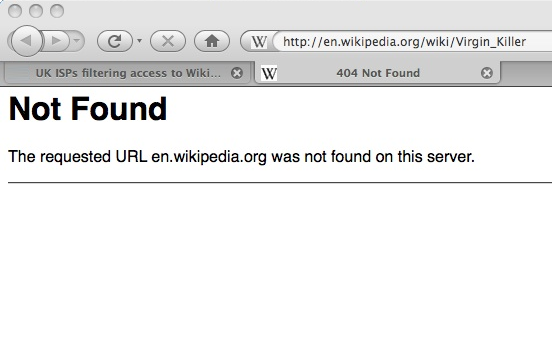
Результат при запросе «Virgin Killer»

5 декабря 2008 Internet Watch Foundation добавила статью об альбоме и страницу описания изображения в свой чёрный список, после чего содержимое страниц стало недоступно пользователям многих британских интернет-провайдеров (таких как BT Group, Vodafone, Virgin Media, Tesco). Сара Робертсон, директор Internet Watch Foundation, заявила, что изображение было классифицировано как «наименее оскорбительное», но, тем не менее, оно является «потенциально недопустимым неприличным изображением ребёнка моложе восемнадцати».
Internet Watch Foundation написала, что они были первоначально уведомлены о наличии недопустимого контента в Википедии 4 декабря 2008 года. Этому предшествовала попытка цензуры со стороны веб-сайта WorldNetDaily, в мае 2008 подававшего заявку о содержании страницы «Virgin Killer» в Федеральное бюро расследований. Представитель христианского общества «Обеспокоенные женщины Америки» (англ. Concerned Women for America) прокомментировал данный инцидент, заявив, что «позволяя этому изображению оставаться доступным, Википедия помогает культивированию извращений и педофилии». Впоследствии журнал EContent опубликовал информацию о том, что в ходе обсуждения удаления обложки Virgin Killer участники Википедии пришли к консенсусу об оставлении файла.
Во время инцидента на сайте Amazon.com также было размещена обложка на странице об альбоме, из-за чего Internet Watch Foundation написала о возможности добавления сайта к списку запрещённых. Однако Amazon.com принял решение удалить изображение.
9 декабря 2008 года блокировка была снята со следующим заявлением:

«Изображение потенциально нарушает Закон о защите детей 1978 года. Однако совет Internet Watch Foundation сегодня (9 декабря 2008) рассмотрел эти результаты и контекстные проблемы, затронутые в данном конкретном случае, и, так как изображение существовало в течение долгого времени и было широко доступно, принято решение удалить страницу из нашего списка»

## Реакция Фонда Викимедиа
7 декабря 2008 года Фонд Викимедиа, некоммерческая организация, которая поддерживает Английскую Википедию, выпустил пресс-релиз о помещении их сайта в чёрный список Internet Watch Foundation. В нём Фонд Викимедиа написал, что «нет причин верить, что статья или изображение, содержащиеся в статье, могут быть нелегальными в какой-либо юрисдикции где-нибудь в мире», а также отметил, что заблокирована была не только фотография, но и сама статья. 9 декабря Джимми Уэйлс, основатель Википедии и председатель Фонда Викимедиа, сказал Channel 4 News, что кратко рассмотрел судебный иск. После того, как блокировка была снята, Майкл Годвин, юридический консультант Фонда Викимедиа, заявил, что его беспокоит чёрный список Internet Watch Foundation.

## Последствия
Инцидент вызвал резонанс в некоторых странах мира как пример случая Интернет-цензуры. В Австралии заместитель председателя некоммерческой организации Electronic Frontiers Australia Колин Джакобс сказал, что «инцидент в Великобритании, когда фактически вся страна была неспособна отредактировать Википедию, потому что Internet Watch Foundation поместила в черный список единственное изображение на сайте, проиллюстрировал ловушки принудительной фильтрации интернет-провайдерами». Австралийская газета The Sydney Morning Herald прокомментировала, что «как ни странно, запрет на изображение только сделал его видимым большему количеству людей, поскольку новостные сайты предают гласности проблему и распространяют изображение по разным сайтам».
Electronic Frontier Foundation, некоммерческая правозащитная организация США, раскритиковала действия Internet Watch Foundation. Правительство Франции назвало случай «примером неразборчивой фильтрации». Несмотря на это, впоследствии Internet Watch Foundation написала, что продолжает считать изображение детской порнографией и утверждает, что сайт был бы блокирован, если бы он находился на британском сервере.
После попытки блокировки страницы сработал так называемый «эффект Стрейзанд». Уровень её популярности заметно повысился, с 7 по 11 декабря 2008 года статью просмотрели более 1 миллиона раз.